# ミューズ・モード音楽院
ミューズモード音楽院（ミューズモードおんがくいん）は、東京都渋谷区にある専門学校。
ロック、ジャズ、ポップス系で、日本初の文部省認可を受けた音楽専門学校ミューズ音楽院とは同じグループ校。建学の精神は「自分を磨くこと」、教育理念は「ライブ主義」。実践重視のカリキュラムで音楽のプロを養成している。

## 設置学科

### 昼間部
- 音楽総合芸術科（2年制・4月入学）
  - ヴォーカル専攻
  - ベース専攻
  - ドラム専攻
  - コンポーザー・アレンジャー専攻
  - ミキシング・クリエーター専攻
  - ミュージックビジネス・エンターテイメントマネージャー専攻

## 沿革
- 1952年 設置者である学校法人神代学園（こうしろがくえん）設立。
- 2003年 ミューズ音楽院との提携により、音楽専門課程を設置（第8分野　文化・教養）。

## 出身者
ミューズ音楽院を参照のこと。

## 所在地
専門学校ミューズモード音楽院
東京都渋谷区代々木1-31-2
※校舎に関しては、実習系科目を中心に、専門学校ミューズ音楽院と共用または共同で使用する場合がある。

## 交通
- 最寄り駅は、JR山手線・総武線もしくは都営地下鉄大江戸線の代々木駅。